# Tomas Brolin
Per Tomas Brolin (Hudiksvall, Švedska, 29. studenog 1969.) je švedski umirovljeni nogometaš i bivši nacionalni reprezentativac koji je sa Švedskom osvojio broncu na Svjetskom prvenstvu 1994. u SAD-u. Na tom Mundijalu uvršten je u idealnu momčad turnira.

## Karijera

### Klupska karijera
Brolin je svoju nogometnu karijeru započeo u lokalnom Näsvikensu te je u domovini nastupao još za GIF Sundsvall i IFK Norrköping.
1990. godine kupuje ga talijanska Parma koja se tada uspjela kvalificirati u Serie A. Vrijednost transfera iznosila je 4,5 milijuna GBP. U novom klubu je igrao u tandemu zajedno s Alessandrom Mellijem. Obojica su tada bili dvadesetogodišnjaci a zajedno su zabili 20 golova (Brolin sedam a Melli trinaest). Klub je te sezone završio na petom mjestu prvenstvene ljestvice.
Već u drugoj sezoni Brolin je odigrao 34 prvenstvene utakmice a s Parmom je osvojio Coppa Italiju. Sam igrač je na putu do osvajanja nacionalnog kupa zabio dva važna gola, prvi u neriješenoj utakmici protiv Fiorentine i drugi u minimalnoj pobjedi protiv Sampdorije u polufinalu.
Uoči sezone 1992./93. klub je doveo kolumbijskog napadača Faustina Asprillu kojeg je trener Nevio Scala preferirao više u odnosu na Brolina. Ipak, stavio je Brolina u prvi sastav u finalu Kupa pobjednika kupova protiv Royal Antwerpena dok je Asprilla susret proveo na klupi. Talijanska momčad je osvojila europski naslov pobjedom od 3:1. Te godine uspio je s klubom osvojiti i europski Superkup u kojem je Parma pobijedila AC Milan u drugoj utakmici nakon produžetaka.
16. studenog 1994. u domaćoj kvalifikacijskoj utakmici protiv Mađarske za Europsko prvenstvo 1996., Brolin je slomio nogu. Oporavak je trajao do kraja travnja sljedeće godine a za Parmu je ponovo zaigrao 7. svibnja 1995. umjesto Gianfranca Zole. Klub se tada borio s torinskim Juventusom za naslov prvaka te mu je trebala pobjeda protiv Genove. Međutim, utakmica je završila bez pogodaka dok je Brolina u 62. minuti zamijenio Stefano Fiore. U posljednjem prvenstvenom susretu protiv Napolija, Tomas Brolin je po prvi puta u karijeri isključen. Na kraju je prvenstvo osvojio torinski klub s deset bodova prednosti dok je Parma zbog lošije gol-razlike pala na treće mjesto (u korist rimskog Lazija).
Jedino pozitivno u svojoj pretposljednjoj sezoni u Parmi, Brolin će pamtiti osvajanje Kupa UEFA nakon remija i pobjede nad prvenstvenim suparnikom Juventusom.
Uoči nove sezone, Brolin se polako vraćao u prijašnju formu te je zabijao golove u prijateljskim susretima protiv Boce Juniors i Anderlecht Bruxellesa. Međutim, nakon što je klub za 6,5 milijuna GBP doveo Hrista Stoičkova iz katalonske FC Barcelone, bilo je jasno da je Brolin prekobrojan. Ipak, za klub je igrao u domaćoj prvenstvenoj 2:1 pobjedi protiv milanskog Intera i europskom susretu protiv albanske KF Teute.
Nakon pet godina, Brolin je odlučio napustiti klub te je stavljen na transfer listu. Nakon što je odbio ponude troje talijanskih klubova, Tomas je 7. studenog 1995. prihvatio ponudu tadašnjeg engleskog premijerligaša Leeds Uniteda. Nakon deset dana klub je s igračem potpisao ugovor na dvije i pol godine dok je trener Howard Wilkinson izjavio da će Brolin biti odlična zamjena ganskom napadaču Anthonyju Yeboahu.
Već sljedeći dan je debitirao za klub u Premier ligi kada je u gostujućem 2:1 porazu od Newcastle Uniteda ušao u igru u 82. minuti kao zamjena Marku Fordu. U sljedećoj utakmici Liga kupa protiv Blackburn Roversa, Brolin je odigrao svoju prvu utakmicu u početnom sastavu te je dao doprinos u 2:1 pobjedi. 16. prosinca 1995. je u susretu protiv Sheffield Wednesdayja zabio svoj prvi gol za klub ali je momčad s Elland Roada izgubila s ogromnih 6:2.
Nakon što je klub krajem siječnja 1996. izgubio od Liverpoola s 5:0, dolazi do sukoba između Brolina i trenera Wilkinsona koji je kritizirao njegove obrambene mogućnosti. Tako ga Wilkinson primjerice nije koristio u susretu protiv Aston Ville unatoč nedostatku devetorice igrača što zbog ozljeda, kartona ili reprezentativnih obveza. Brolin je označen kao "ozlijeđen" te je propustio sljedeće tri prvenstvene utakmice. Na teren se vratio tek 25. veljače u susretu protiv Birmingham Cityja. Također, treneru se morao ispričati zbog prvoaprilske podvale. Naime, tada je na švedskoj televiziji izjavio da odlazi na posudbu u bivši klub IFK Norrköping što su svjetski mediji prihvatili kao činjenicu.
U ljeto 1996. godine Brolin je odlučio napustiti klub ali niti jedan nije bio dovoljno zainteresiran za njega. Zbog toga ga je Leeds United bio spreman prodati za upola manju cijenu od one za koju je doveden. U konačnici je poslan na posudbu u švicarski FC Zürich. Za klub je odigrao tri prvenstvene i jednu kup utakmicu te je odlučio ostati u njemu do zimskog transfernog roka kada se namjeravao vratiti u matični Leeds United kojeg je tada preuzeo George Graham. Međutim, novi trener ga je htio povući odmah nakon 30. rujna kada mu je istjecao ugovor o posudbi, ali Brolin je prestao komunicirati s predstavnicima matičnog kluba. Zbog toga mu je preko menadžera Larsa Petersena poručeno da se vrati u Leeds do 6. studenog ili slijede pravne sankcije.
Nakon što mu je 13. studenog 1996. propala mogućnost posudbe u Sampdoriju nakon liječničkog pregleda zbog metalne pločice u nozi, Brolin je pozvan natrag u Leeds. 24. prosinca je platio vlastitih pola milijuna funti kako bi se financirala njegova posudba u Parmu do kraja tekuće sezone. Za novo-stari klub je debitirao 23. veljače 1997. ušavši u igru u drugom poluvremenu u 2:0 pobjedi protiv Lazija. Tijekom sljedećeg mjeseca također je igrao kao rezerva i to u prvenstvenim susretima protiv Cagliarija (3:2), Perugije (2:1), Intera (1:0) i Fiorentine (0:1). Tadašnji Parmin trener Carlo Ancelotti uvrstio ga je u prvu momčad 4. svibnja u 2:1 pobjedi nad Atalantom.
Završetkom sezone postalo je jasno da Parma nema namjeru zadržati igrača osim eventualne posudbe kako bi mu se klub odužio zbog svoje lojalnosti Emilijanima. Nakon toga Brolin je postao svjestan da mora pronaći novu momčad u kojoj bi bio na posudbi ili će u Leedsu igrati za rezervnu momčad. Tako se sam igrač krajem kolovoza ponudio Real Zaragozi ali je posao propao jer je istekao španjolski transferni rok. Igrač je pregovarao i sa škotskim Heartsom ali i ti pregovori nisu uspjeli. Prema igračevim riječima, razlozi su bili financijske prirode dok je predsjednik Heartsa, Chris Robinson, rekao da je posao propao zbog igračeve loše kondicije.
Nakon što mu nisu uspjela dva pregovora o posudbi, Brolin je nastavio trenirati i igrati za Leedsove rezerve. 6. listopada 1997. ga je klub kaznio s 90.000 funti zbog propuštanja utakmice kako bi proslavio očev 50. rođendan te zbog kritiziranja trenera Georgea Grahama u medijima. Loši odnosi između igrača i kluba doveli su do razvrgavanja postojećeg ugovora 28. listopada.
Sami navijači kluba smatraju ga najgorim u klupskoj povijesti što je i 2003. godine potvrdila anketa koju je proveo BBC Sport. Sličnu anketu je nakon četiri godine proveo i The Times u kojem je Tomas Brolin proglašen drugim najgorim igračem u anketi o 50 najgorih igrača u Premier ligi, reflektirajući njegov nagli pad forme nakon što je potpisao za Leeds United.
16. studenog 1997. Brolinu je trener Steve Coppell ponudio dvotjednu probu u Crystal Palaceu. Proba je započela 5. siječnja sljedeće godine, igraču je dodijeljen dres s brojem 12 a on se istaknuo u utakmici protiv Evertona. Istekom probnog roka 16. siječnja, Brolinu je ponuđen ugovor do kraja sezone. Susret protiv Leeds Uniteda je odigrao s posebnim nabojem. Tako je u prvih pet minuta igre ozlijedio glavu nakon sudara s Brunom Ribeirom. Dok je primao liječničku pomoć, Leeds je poveo. Međutim, sam Brolin, bijesan na svoju bivšu momčad, uskoro se vratio u igru, ali Palace nije uspio pobijediti Leeds.
Nakon što je Crystal Palace izgubio od Chelseaja sa 6:2, treneru Steveu Coppellu je uručen otkaz dok je Attilio Lombardo dobio funkciju igrača-trenera. Unatoč tome što mu je asistent bio upravo Tomas Brolin, klupski predsjednik Mark Goldberg je inzistirao na tome da se Brolina predstavlja kao prevoditelja zbog znanja engleskog i talijanskog jezika.
Brolin je posljednju utakmicu u Palaceovom dresu odigrao 27. travnja 1998. u 3:0 porazu od Manchester Uniteda. Završtekom sezone klub je ispao iz Premier lige a Brolin napušta londonski klub i vraća se u Švedsku. Ondje je odigrao jednu utakmicu za Hudiksvalls ABK nakon čega je objavio prekid igračke karijere.

### Reprezentativna karijera
Prvi veliki turnir na kojem je Tomas Brolin nastupio sa švedskom reprezentacijom bilo je Svjetsko prvenstvo 1990. u Italiji. Ondje je odigrao sve tri utakmice skupine te je zabio gol u prvom susretu protiv Brazila.
Poslije toga uslijedio je EURO 1992. kojem je Švedska bila domaćin. Ondje je s tri pogotka bio vodeći strijelac turnira dijeleći tu titulu s Dennisom Bergkampom, Karlom-Heinzom Riedleom i Henrikom Larsenom. Odigrao je 90 minuta u svih četiri susreta a zabijao je Danskoj (1:0) i Engleskoj (2:1) u skupini te Njemačkoj u polufinalu (2:3). Tada je s nacionalnom selekcijom nastupio i na Olimpijadi u Barceloni na kojoj je Švedska stigla do četvrtfinala u kojem je poražena od Australije.
Trijumf reprezentativne karijere Tomas Brolin je ostvario na Svjetskom prvenstvu u SAD-u 1994. gdje je Švedska neočekivano osvojila broncu pobijedivši u borbi za treće mjesto tadašnju senzaciju Bugarsku s visokih 4:0. Ondje je sam igrač zabijao golove Rumunjskoj i Bugarskoj te je uvršten u idealnu momčad turnira. Iste godine dodijeljena mu je i nagrada Guldbollen za najboljeg švedskog nogometaša.
Nakon što se Švedska nije uspjela kvalificirati na EURO 1996., Brolin više nije nastupio za nacionalni sastav.

#### Pogoci za reprezentaciju
| #   | Datum              | Mjesto                      | Protivnik | Pogodak | Rezultat | Natjecanje                |
| --- | ------------------ | --------------------------- | --------- | ------- | -------- | ------------------------- |
| 1.  | 25. travnja 1990.  | Stockholm, Švedska          | Wales     | 1 : 0   | 4 : 2    | Prijateljska utakmica     |
| 2.  | 25. travnja 1990.  | Stockholm, Švedska          | Wales     | 2 : 0   | 4 : 2    | Prijateljska utakmica     |
| 3.  | 27. svibnja 1990.  | Stockholm, Švedska          | Finska    | 3 : 0   | 6 : 0    | Prijateljska utakmica     |
| 4.  | 27. svibnja 1990.  | Stockholm, Švedska          | Finska    | 4 : 0   | 6 : 0    | Prijateljska utakmica     |
| 5.  | 10. lipnja 1990.   | Delle Alpi, Torino, Italija | Brazil    | 1 : 2   | 1 : 2    | SP 90'                    |
| 6.  | 5. lipnja 1991.    | Stockholm, Švedska          | Kolumbija | 1 : 0   | 2 : 2    | Prijateljska utakmica     |
| 7.  | 13. lipnja 1991.   | Ullevi, Göteborg, Švedska   | SSSR      | 1 : 0   | 2 : 3    | Turnir Scania 100         |
| 8.  | 13. lipnja 1991.   | Ullevi, Göteborg, Švedska   | SSSR      | 2 : 2   | 2 : 3    | Turnir Scania 100         |
| 9.  | 15. lipnja 1991.   | Norrköping, Švedska         | Danska    | 4 : 0   | 4 : 0    | Turnir Scania 100         |
| 10. | 14. lipnja 1992.   | Stockholm, Švedska          | Danska    | 1 : 0   | 1 : 0    | EURO 92'                  |
| 11. | 17. lipnja 1992.   | Stockholm, Švedska          | Engleska  | 2 : 1   | 2 : 1    | EURO 92'                  |
| 12. | 21. lipnja 1992.   | Stockholm, Švedska          | Njemačka  | 1 : 2   | 2 : 3    | EURO 92'                  |
| 13. | 2. lipnja 1993.    | Stockholm, Švedska          | Izrael    | 1 : 0   | 5 : 0    | Kvalifikacije za SP 94'   |
| 14. | 2. lipnja 1993.    | Stockholm, Švedska          | Izrael    | 2 : 0   | 5 : 0    | Kvalifikacije za SP 94'   |
| 15. | 2. lipnja 1993.    | Stockholm, Švedska          | Izrael    | 4 : 0   | 5 : 0    | Kvalifikacije za SP 94'   |
| 16. | 20. travnja 1994.  | Wrexham, Wales              | Wales     | 0 : 2   | 0 : 2    | Prijateljska utakmica     |
| 17. | 5. lipnja 1994.    | Stockholm, Švedska          | Norveška  | 1 : 0   | 2 : 0    | Prijateljska utakmica     |
| 18. | 5. lipnja 1994.    | Stockholm, Švedska          | Norveška  | 2 : 0   | 2 : 0    | Prijateljska utakmica     |
| 19. | 24. lipnja 1994.   | Pontiac, Michigan, SAD      | Rusija    | 1 : 1   | 3 : 1    | SP 94'                    |
| 20. | 10. srpnja 1994.   | Palo Alto, Kalifornija, SAD | Rumunjska | 1 : 0   | 2 : 2    | SP 94'                    |
| 21. | 16. srpnja 1994.   | Pasadena, Kalifornija, SAD  | Bugarska  | 1 : 0   | 4 : 0    | SP 94'                    |
| 22. | 17. kolovoza 1994. | Örebro, Švedska             | Litva     | 1 : 0   | 4 : 2    | Prijateljska utakmica     |
| 23. | 17. kolovoza 1994. | Örebro, Švedska             | Litva     | 2 : 0   | 4 : 2    | Prijateljska utakmica     |
| 24. | 16. studenog 1994. | Stockholm, Švedska          | Mađarska  | 1 : 0   | 2 : 0    | Kvalifikacije za EURO 96' |
| 25. | 1. lipnja 1995.    | Stockholm, Švedska          | Island    | 1 : 1   | 1 : 1    | Kvalifikacije za EURO 96' |
| 26. | 16. kolovoza 1995. | Norrköping, Švedska         | SAD       | 1 : 0   | 1 : 0    | Prijateljska utakmica     |

## Privatni život
Nakon završetka nogometne karijere, Brolin se bacio u poduzetničke vode te je otvorio švedsko-talijanski restoran kojeg je nazvao Undici. Samo ime na talijanskom jeziku znači jedanaest što se odnosi na Brolinov broj na dresu koji je nosio kao igrač Parme. Sam restoran je više puta bio kažnjavan zbog prodaje alkohola maloljetnicima. Brolin je svoj novac ulagao i u nekretnine te proizvodnju cipela i nastavaka za usisavače.
2001. godine mu je dugogodišnja djevojka Susan Hardenborg rodila sina Sebastiana. Par je prekinuo vezu prije rođenja djeteta ali su ostali u dobrim odnosima.
U privatnom životu, Tomas Brolin je aktivan igrač u Svjetskoj pokerskoj seriji.

## Osvojeni trofeji

### Klupski trofeji
| Klub    | Trofej                | Sezona / godina |
| Italija | Italija               | Italija         |
| ------- | --------------------- | --------------- |
| Parma   | Coppa Italia          | 1992.           |
| Parma   | Kup pobjednika kupova | 1993.           |
| Parma   | Superkup Europe       | 1993.           |
| Parma   | Kup UEFA              | 1995.           |

### Reprezentativni trofeji
| Turnir     | Trofej | Godina |
| ---------- | ------ | ------ |
| SP u SAD-u | Bronca | 1994.  |

### Individualni trofeji
| Trofej                                         | Godina |
| ---------------------------------------------- | ------ |
| Nagrada Guldbollen                             | 1990.  |
| Zlatna kopačka na EP u Švedskoj                | 1992.  |
| Nagrada Guldbollen                             | 1994.  |
| Najbolja momčad na SP u SAD-u                  | 1994.  |
| Zlatna lopta France Footballa (četvrto mjesto) | 1994.  |

## Vanjske poveznice
- National Football Teams.com